# Lahmacun

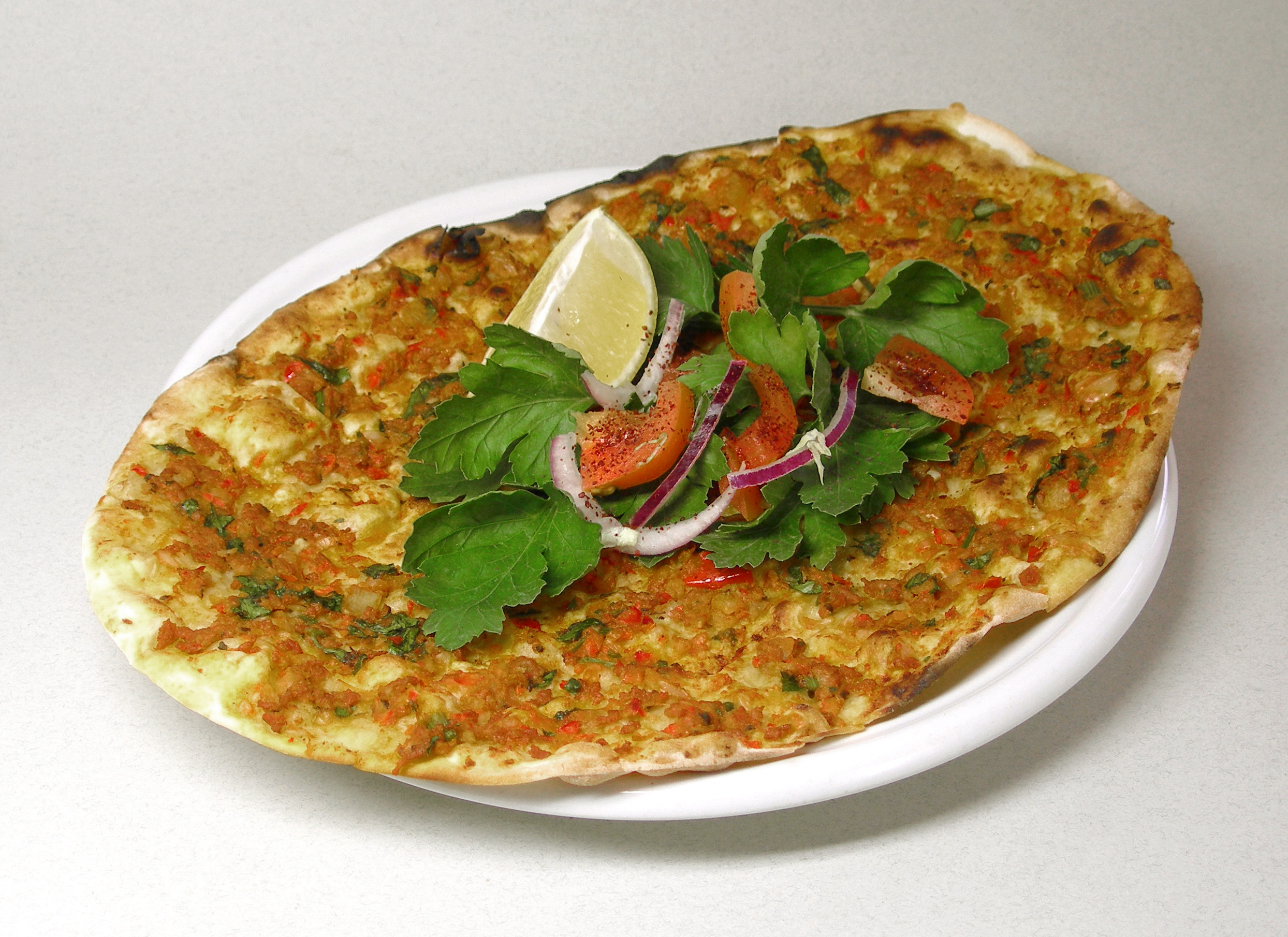
Lahmacun

Lahmacun [lahmaˈdʒun] (anhörenⓘ, gebildet aus arabisch لحم بعجين, DMG laḥm bi-ʿaǧīn ‚Fleisch mit Teig‘), auch türkische oder armenische Pizza genannt, ist ein Fladenbrot aus Hefeteig, das vor dem Backen dünn mit einer würzigen Mischung aus Hackfleisch, Zwiebeln und Tomaten bestrichen wird. 
Das Gericht ist in der Türkei ein traditioneller Imbiss, der meist heiß direkt aus dem Backofen gegessen wird. Ähnliche Gerichte sind auch im arabischen Raum bekannt.

## Ursprung
Weitgehend wird angenommen, dass Assyrer schon im 2. Jahrtausend v. Chr. ein ähnliches Gericht kannten und griechische Kaufleute es nach Griechenland brachten. Die Assyrer erfanden eine Technik, die es ermöglichte, den Teig hauchdünn zu formen. Das Gericht aus Vorderasien wurde von vielen Kulturen übernommen.

## Zubereitung
Zur Zubereitung wird ein Teig aus Weizenmehl, Hefe, Wasser, Salz und eventuell etwas Öl zu millimeterdünnen tellergroßen Fladen ausgerollt. Diese werden mit einer Mischung aus rohem Hackfleisch vom Lamm oder Rind, Tomaten, Zwiebeln, Knoblauch und Paprikamark bestrichen, die mit Kreuzkümmel, Sumach, Pfeffer und Salz gewürzt wird. Die Fladen werden in einem Steinbackofen direkt auf dem Boden gebacken.
Serviert wird Lahmacun traditionell mit Zwiebelstückchen und einem Zitronenviertel. Der Fladen wird mit dem Zitronensaft beträufelt, nach Geschmack mit Pul Biber scharf gewürzt und mit gehackter glatter Petersilie bestreut zusammengerollt und aus der Hand gegessen. Im deutschsprachigen Raum wird Lahmacun auch mit Salat, manchmal auch mit einer Sauce (Cacık) oder Dönerfleisch eingerollt als Imbiss angeboten.